# Saint-Palais, Pyrénées-Atlantiques

Saint-Palais este o comună în departamentul Pyrénées-Atlantiques din sud-vestul Franței. În 2009 avea o populație de 1.869 de locuitori.

## Evoluția populației
| An        | 1975  | 1982  | 1990  | 1999  | 2006  | 2009  |
| --------- | ----- | ----- | ----- | ----- | ----- | ----- |
| Populație | 1.875 | 1.830 | 1.773 | 1.701 | 1.874 | 1.869 |